# Лінкольн (округ, Міннесота)
Шаблон:StateAbbr_ 44°25′ пн. ш. 96°16′ зх. д. / 44.41° пн. ш. 96.27° зх. д.
Округ Лінкольн (англ. Lincoln County) — округ (графство) у штаті Міннесота, США. Ідентифікатор округу 27081.

## Історія
Округ утворений 1873 року.

## Демографія
За даними перепису 
2000 року 
загальне населення округу становило 6429 осіб, усе сільське.
Серед мешканців округу чоловіків було 3170, а жінок — 3259. В окрузі було 2653 домогосподарства, 1786 родин, які мешкали в 3043 будинках.
Середній розмір родини становив 2,93.
Віковий розподіл населення поданий у таблиці:
| Стать    | До 15 років | 15-21 | 22-29 | 30-39 | 40-49 | 50-65 | 65-85 | Понад 85 |
| -------- | ----------- | ----- | ----- | ----- | ----- | ----- | ----- | -------- |
| Чоловіки | 622         | 291   | 214   | 402   | 459   | 517   | 579   | 86       |
| Жінки    | 591         | 255   | 226   | 369   | 393   | 518   | 705   | 202      |

## Виноски
1. ↑  US Decennial Census. US Census Bureau. Архів оригіналу за 19 липня 2018. Процитовано 21 жовтня 2014.
2. ↑  Historical Census Browser. University of Virginia Library (link permanently closed. edit June 7, 2018). Архів оригіналу за 11 серпня 2012. Процитовано 21 жовтня 2014.
3. ↑  Population of Counties by Decennial Census: 1900 to 1990. US Census Bureau. Архів оригіналу за 4 серпня 2014. Процитовано 21 жовтня 2014.
4. ↑  Census 2000 PHC-T-4. Ranking Tables for Counties: 1990 and 2000 (PDF). US Census Bureau. Архів оригіналу (PDF) за 18 грудня 2014. Процитовано 21 жовтня 2014.
5. ↑  State & County QuickFacts. Бюро перепису населення США. Архів оригіналу за 7 червня 2011. Процитовано 1 вересня 2013.(англ.) Наведено за англійською вікіпедією.
6. ↑  American FactFinder. Бюро перепису населення США. Архів оригіналу за 26 лютого 2012. Процитовано 31 січня 2008.

| США | Це незавершена стаття з географії США. Ви можете допомогти проєкту, виправивши або дописавши її. |